# Everything Now (Fernsehserie)
Everything Now ist eine britische Fernsehserie. Die Serie wurde am 5. Oktober 2023 auf Netflix veröffentlicht.

## Inhalt
Die 16-jährige Mia kehrt nach einer längeren Zeit in einer Klinik wegen Magersucht in ihr normales Leben zurück. Sie versucht, nach ihrer Genesung wieder in ihren Alltag und ihr Sozialleben zu finden. Dabei wird sie mit den Herausforderungen des Teenagerlebens konfrontiert, wie Freundschaften, Schule, erste Liebe und der ständigen Unsicherheit, ob sie wirklich wieder gesund ist. Um das Gefühl nachzuholen, was sie während ihrer Krankheit verpasst hat, erstellt sie eine „To-Do-Liste“ mit Dingen, die sie unbedingt erleben möchte.

## Synchronisation
Die deutschsprachige Synchronisation entstand bei der VSI Synchron in Berlin, unter der Dialogregie von Maurice Taube und nach den Dialogbüchern von Laura Johae.
| Rolle        | Schauspieler        | Synchronsprecher    |
| ------------ | ------------------- | ------------------- |
| Mia Polanco  | Sophie Wilde        | Sophie Lechtenbrink |
| Becca Lloyd  | Lauryn Ajufo        | Marie Hinze         |
| Cameron      | Harry Cadby         | Oscar Räuker        |
| William      | Noah Thomas         | Rajko Geith         |
| Alex Polanco | Sam Reuben          | Tom Ferenc          |
| Alison Price | Niamh McCormack     | Samina König        |
| Carli        | Jessie Mae Alonzo   | Clara Drews         |
| Theo Mason   | Robert Akodoto      | Nicolas Rathod      |
| Viv          | Vivienne Acheampong | Elisa Bannat        |
| Rick         | Alex Hassell        | Alexander Doering   |
| Dr. Nell     | Stephen Fry         | Thomas Schmuckert   |

## Produktion
Das Projekt erhielt im November 2021 von Netflix grünes Licht als achtteilige Serie mit dem Titel The Fuck-It Bucket. Produziert wurde es von Left Bank Pictures und Sony Pictures Television, als Produzent fungierten Andy Brunskill, Huberta von Liel und Florence Haddon-Cave. Dionne Edwards, Charlie Manton, Laura Steinel und Alyssa McClelland waren in der als Regisseur tätig. Die Kamera führten Mark Nutkins und Alvin V Rush, die Montage verantworteten Al Morrow, Andrew Walton und Jack Goessens. Im März 2023 gab The Hollywood Reporter bekannt, dass der Titel in Everything Now geändert wurde. In der Hauptrolle spielen Sophie Wilde, Lauryn Ajufo, Noah Thomas, Sam Reuben, Niamh McCormack, Jessie Mae Alonzo, Robert Akodoto, Vivienne Acheampong, Alex Hassell und Stephen Fry.